# نادي باسفيك
النادي الباسفيكي لكرة القدم (بالإنجليزية: Pacific Football Club) هو نادي كرة قدم احترافي كندي يقع مقره في جريتر فيكتوريا، كولومبيا البريطانية. سيتنافس النادي في موسم الدوري الكندي الممتاز لعام 2019 ويلعب مبارياته على أرض ملعب ويستهيلز الواقع في لانجفورد.

## التاريخ
في 5 مايو 2018 ، كان «نادي بورت سيتي» واحد من أربع فرق قبلتها الرابطة الكندية لكرة القدم للحصول على عضوية النادي الاحترافية، إلى جانب المجموعات التي ستصبح نادي كافالري ونادي هاليفاكس واندرورز ونادي يورك ناين. كانت بورت سيتي هي الوحيدة من بين الأربعة التي لم يتم تحديدها مع مدينة معينة، وتمثل موقعًا غير محدد حتى الآن في كولومبيا البريطانية. كان من المتوقع أن تطلق المجموعة فريقًا في جريتر فيكتوريا أو ساري، كولومبيا البريطانية. تم تصوير اللاعب المحترف السابق روب فريند، الذي نشأ في كولومبيا البريطانية، كممثل للمنطقة. في 1 يونيو، منحت الدوري الكندي الممتاز مجموعة ملكية مدينة بورت سيتي نادٍ في جزيرة فانكوفر.
تم كشف النقاب رسميًا عن نادي باسفيك في يوم 20 يوليو باعتباره الفريق السابع الذي ينضم إلى الدوري الكندي الممتاز. بالإضافة إلى تأكيد مكانته في الدوري الأنطلاق في موسم 2019 ، كشف النادي أيضًا عن قمة اللون والألوان والعلامات التجارية. أعلن اللاعب الدولي الدنماركي السابق مايكل سيلبيرباور أول مدرب رئيسي في 20 أغسطس.
لقد لعبوا مباراتهم الأولى في 28 أبريل 2019 ، حيث هزموا الزائرين نادي هاليفاكس واندرورز 1–0 حيث سجل هندريك ستاروستزيك الهدف الوحيد ومارك فيلدج في وضع نظيف.

## المدربون
| المدرب              | البلد    | فترة التدريب                  | الإحصائيات | الإحصائيات | الإحصائيات | الإحصائيات | الإحصائيات | الإحصائيات |
| المدرب              | البلد    | فترة التدريب                  | لعب        | فاز        | عدل        | خسر        | نسبة الفوز |            |
| ------------------- | -------- | ----------------------------- | ---------- | ---------- | ---------- | ---------- | ---------- | ---------- |
| مايكل سيلبرباور     | الدنمارك | 1 يونيو 2019 – 18 أكتوبر 2019 | 29         | 7          | 7          | 15         | 024٫14     |            |
| جايمس مريمان (مؤقت) | كندا     | 18 أكتوبر 2019 – الآن         | 1          | 1          | 0          | 0          | 100٫00     |            |

## الملعب

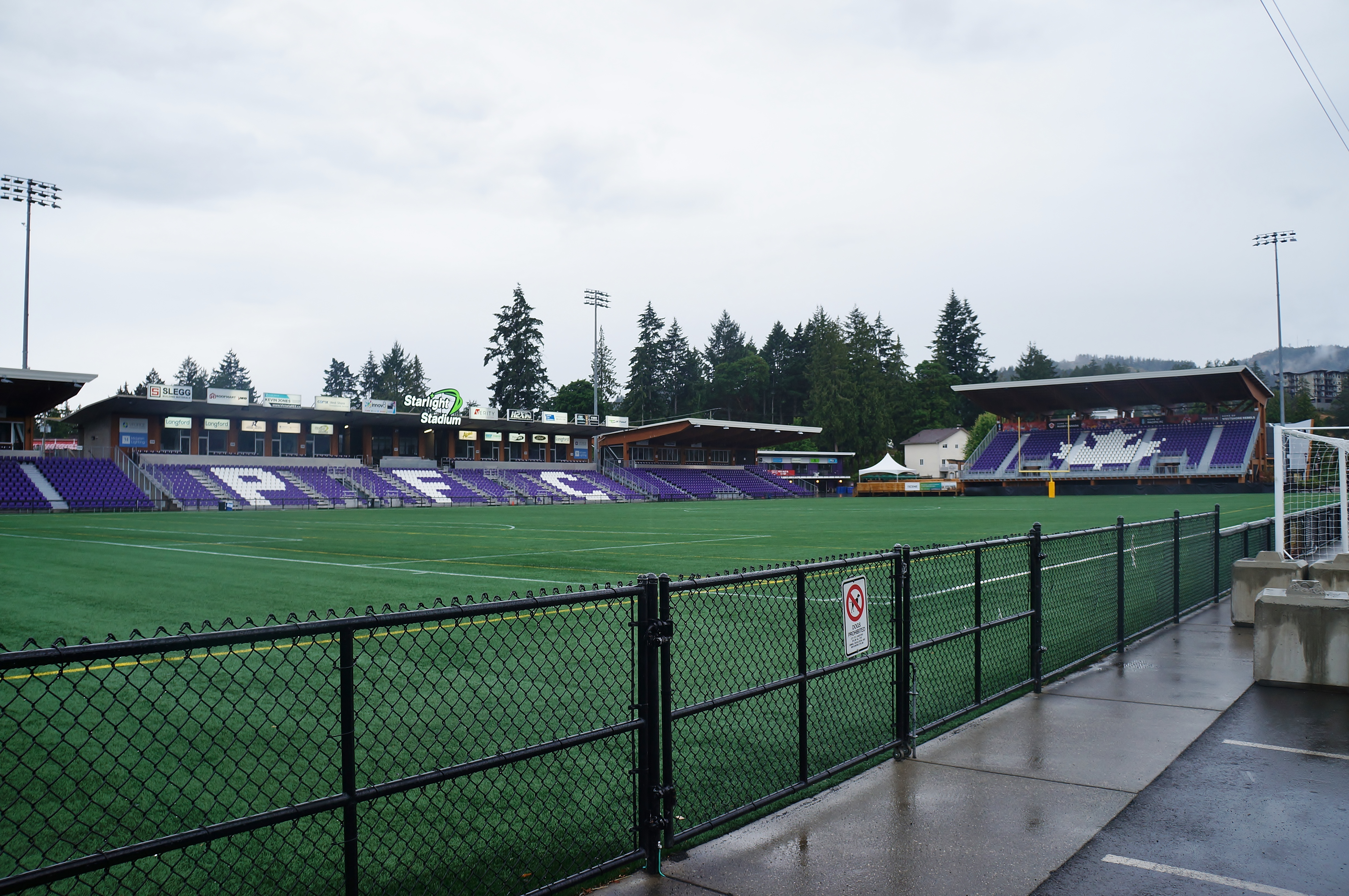
منظر لاستاد ستارلايت ، مقر نادي باسيفيك لكرة القدم وأحداث الرجبي في لانجفورد ، كولومبيا البريطانية (بالقرب من فيكتوريا) ، كما يُرى من السياج الخارجي.

سيلعب النادي مبارياته على ملعب ويستيهيلس. تعتزم مدينة لانجفورد زيادة السعة من 1718 إلى 8000 ، لكن قطب المرافق الواقع على الجانب الشمالي من الملعب منع أي ترقيات على هذا الجانب. من خلال توسيع المنصة الجنوبية الحالية وإضافة المقاعد خلف كلا الهدفين بالإضافة إلى مساحة الوقوف الجديدة على الجانب الشمالي، سيتم زيادة السعة إلى 6000 لموسم 2019.